# Методи представлення рельєфу на картах
До методів представлення рельєфу на картах належать, зокрема, такі методи.

## Відмивка

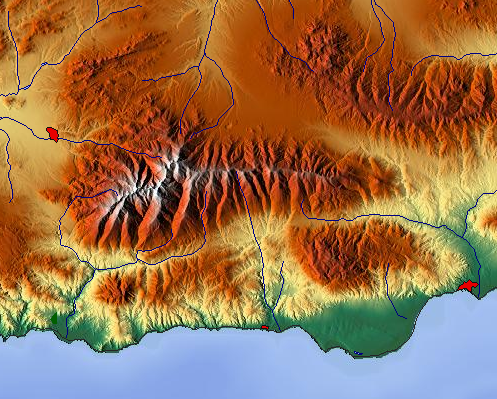
Приклад відмивки при зображенні гірського рельєфу на гіпсометричній карті

Відмивка (англ. Shaded relief) є способом зображення рельєфу, при якому об'ємність зображення рельєфу досягається за допомогою напівтонового відтінення нерівностей земної поверхні.
Відмивка рельєфу застосовується переважно для гірських районів, де напівтони надають рельєфу більшу наочність. Відмивка рельєфу на карті створює враження бічного висвітлення рельєфної моделі, коли освітлений схил показується світлішими тонами, а затінений — темнішими.
Спосіб відмивки при зображенні рельєфу на карті практично завжди використовується в сполученні з іншими способами (ізоліній, висотних відміток, гіпсометричний), тому що сам по собі не здатний передати рельєф земної поверхні засобами, придатними для проведення вимірів висот.

## Гіпсометричний
Гіпсометричні карти дають геометрично точне зображення рельєфу за допомогою горизонталей та забарвлення висотних ступенів за певною шкалою кольорів.

## Ізолінії
Ізогіпсами, або горизонталями, називають лінії , які з'єднують (на карті) точки однакової висоти над рівнем моря або іншим вибраним рівнем (горизонтом).